# Felicia fruticosa
Felicia fruticosa là một loài thực vật có hoa trong họ Cúc. Loài này được (L.) G.Nicholson mô tả khoa học đầu tiên năm 1886.